# 吉姆·李
李鏞哲（英語：Jim Lee；1964年8月11日—）是一名韓裔美國漫畫家、作家、编辑和出版人。

## 生平
他出生於南韓首爾并在密苏里圣路易斯长大。1987年加入漫威漫画；1992年他与多名漫画家成立映像漫画公司，出版发行他们自己的作品。1993年他成立WildStorm作为自己的工作室。1998年他将WildStorm卖给DC漫画，他也因此加入DC。2010年，DC宣布吉姆·李和丹·迪·迪奥将接替保罗·李维兹成为DC漫画的联合主编；李还担任DC漫画的首席创意官。

## 外部連結
- Jim Lee （页面存档备份，存于）于ComicBookDB.com
- Jim Lee （页面存档备份，存于）于deviantART
- Jim Lee （页面存档备份，存于）于MySpace
- Jim Lee （页面存档备份，存于）于Twitter
- Jim Lee （页面存档备份，存于）于YouTube
- Sun of Gelatometti （页面存档备份，存于） - 一个多位艺术家创建的博客，包括吉姆·李。